# Rada (Navarra)
Rada es una localidad y concejo de la Comunidad Foral de Navarra (España) que pertenece al municipio de Murillo el Cuende desde 1845, en la merindad de Olite. El pueblo actual es una población de colonización aunque mantiene el nombre del despoblado existente en sus cercanías, a cinco kilómetros, conocido como el Recinto amurallado de Rada, desolado de época medieval, cuyas ruinas fue originadas por la destrucción sucedida en 1455, en el contexto de la guerra civil en Navarra entre beaumonteses y agramonteses. Su población en 2014 fue de 570 habitantes.

## Rada "Nuevo"
Es un típico pueblo de colonización surgido con los nuevos regadíos del canal de las Bardenas.
El término, junto con el de Traibuenas fueron integrados en 1845 en el municipio de Murillo el Cuende.

### Demografía
| 1970 | 1981 | 1991 | 2000 | 2001 | 2002 | 2003 | 2004 | 2005 | 2006 | 2007 | 2008 |
| ---- | ---- | ---- | ---- | ---- | ---- | ---- | ---- | ---- | ---- | ---- | ---- |
| 267  | 382  | 486  | 510  | 513  | 504  | 530  | 542  | 553  | 547  | 541  | 542  |

## Despoblado de Rada
Es un despoblado en ruinas situado a cinco kilómetros del Nuevo, y en una colina a 400 metros de altura que presenta en su ladera norte una abrupta caída al río Aragón. Desde el mismo se domina este río así como la desembocadura del afluente Zidacos y se llega a divisar Ujué.
En la Edad Media existía una villa y un castillo del señorío de Rada durante los siglos XII y XIII que en 1297 pasó a ser patrimonio del reino con Juana I. El rey Luis I los cedió a Oger de Mauleón en 1307, y posteriormente en 1389 Carlos III a Martín de Aibar y luego a Oger de Agramont.
Durante la Guerra Civil de Navarra entre los agramonteses y beaumonteses cuando Juan II, rey consorte que usurpó la corona enfrentándose a su hijo Carlos Príncipe de Viana, esta villa y su castillo fueron arrasados por las tropas agramontesas de Martín de Peralta en 1455.
En los siglos posteriores fue señorío de los marqueses de Cortes y los duques de Granada de Ega.
Persisten las ruinas de la villa amurallada con la base del torreón del castillo y la rehabilitada ermita románica de San Nicolás que quedó en pie. En las excavaciones se han encontrado restos cerámicos anteriores a la Edad Media que demuestran que la presencia humana fue anterior.